# جامعة أذربيجان الحكومية للثقافة والفنون
جامعة أذربيجان الحكومية للثقافة والفنون (بالأذرية: Azərbaycan Dövlət Mədəniyyət və İncəsənət Universiteti) - هي إحدى مؤسسات التعليم العالي الحكومية في أذربيجان، والتابعة لوزارة التعليم في جمهورية أذربيجان.

## تاريخ جامعة
تأسس معهد المسرح في أذربيحان عام 1945 على أسس مدرسة باكو الفنية للمسرح في 1923.
في السنوات الأولى كان في المعهد ثلاثة تخصصات: علم المسرح وفن الممثل وعلم مخرج.
سميت المعهد باسم فنان الشعب ميرزى أغا أغاييف، عام 1954.
في عام 1968، أصبحت المعهد لجامعة أذربيجان الحكومية الفنون.
من 1981 إلى 1991، تم افتتاح عددة من التخصصات كالرسم والنحت وتاريخ الفن، وكذلك التخصصات الجديدة متعلق بالمسرح والسينما والدراسات الثقافية والفن.
في عام 1991، سميت المؤسسة التعليمية باسم جامعة أذربيجان الحكومية للفنون، وفي عام 1993 أصبحت جامعة أذربيجان الحكومية للثقافة والفنون.
تم افتتاح فرع لجامعة أذربيجان الحكومية للثقافة والفنون في منطقة قوبا في عام 1991. رئيسة جامعة أذربيجان الحكومية للثقافة والفنون هي جيران محمودوفا.

## الكليات
- كلية علم الثقافة
- كلية فن الممثل
- كلية فن المخرج
- كلية تاريخ الفن
- كلية الموسيقى
- كلية الرسم

### التخصصات
- فن المسرح والديكور
- التصميم الفني لمنتجات النسيج والصناعات الخفيفة
- الفنون التطبيقية والفنون الشعبية المزخرفة
- عمل المتحف، وحماية المعالم التاريخية والثقافية
- العمل الأدبي والدراما الشاشة
- ببليوغرافيا
- فن الممثل
- التصميم
- علم النحت
- علم الرسم
- علم السينما